# Regnéville-sur-Meuse
Cet article possède un paronyme, voir Regnévelle.
Ne doit pas être confondu avec Regnéville-sur-Mer.
 (août 2016).
Si vous disposez d'ouvrages ou d'articles de référence ou si vous connaissez des sites web de qualité traitant du thème abordé ici, merci de compléter l'article en donnant les références utiles à sa vérifiabilité et en les liant à la section « Notes et références ».
Regnéville-sur-Meuse est une commune française située dans le département de la Meuse, en région Grand Est.

## Géographie

### Situation
Regnéville-sur-Meuse forme un petit territoire de 381 hectares assez fortement marqué. On y trouve trois secteurs bien distincts :
- à l’ouest : la forêt domaniale, située en crête dans le prolongement de la côte de l'Oie qui a été plantée surtout en résineux dans les secteurs trop abîmés au cours de la Première Guerre mondiale pour être remis en cultures, c’est la « Zone rouge »,
- plus à l'est : un secteur agricole, à la pente nettement marquée et au relief accidenté jusqu'à la route départementale 123A et au village ; l'ancienne voie ferrée Sedan-Verdun coupe ce secteur en deux,
- la vallée inondable de la Meuse comprise entre la RD 123A et le canal de l'Est, branche Nord, de part et d’autre du fleuve.

#### Communes limitrophes
| Brabant-sur-Meuse | Samogneux            | Samogneux     |
| Champneuville     | Regnéville-sur-Meuse | Samogneux     |
| Champneuville     | Champneuville        | Vacherauville |

### Hydrographie
La commune est dans le bassin versant de la Meuse au sein du bassin Rhin-Meuse. Elle est drainée par la Meuse et le ruisseau de la Vau Beauzee,.
La Meuse, d'une longueur de 486 km dans sa partie française, est un fleuve européen qui prend sa source en France, dans la commune du Châtelet-sur-Meuse, à 409 mètres d'altitude, et se jette dans la mer du Nord après un cours long d'approximativement 950 kilomètres traversant la France, la Belgique et les Pays-Bas. 

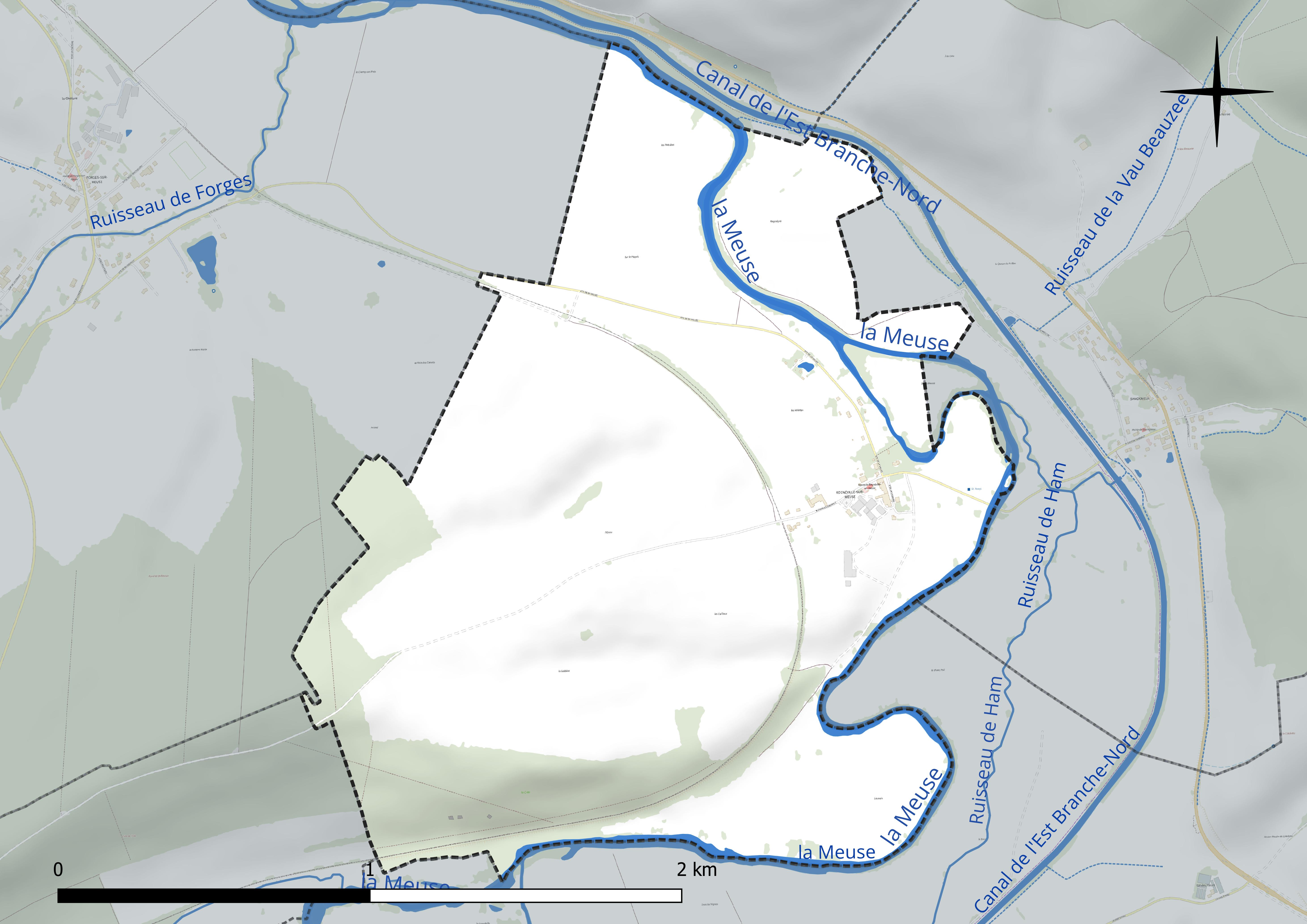
Réseau hydrographique de Regnéville-sur-Meuse.

### Climat
Pour des articles plus généraux, voir Climat du Grand Est et Climat de la Meuse.
En 2010, le climat de la commune est de type climat de montagne, selon une étude du Centre national de la recherche scientifique s'appuyant sur une série de données couvrant la période 1971-2000. En 2020, Météo-France publie une typologie des climats de la France métropolitaine dans laquelle la commune est exposée à un climat océanique altéré et est dans la région climatique  Lorraine, plateau de Langres, Morvan, caractérisée par un hiver rude (1,5 °C), des vents modérés et des brouillards fréquents en automne et hiver. 
Pour la période 1971-2000, la température annuelle moyenne est de 9,7 °C, avec une amplitude thermique annuelle de 15,9 °C. Le cumul annuel moyen de précipitations est de 923 mm, avec 14,4 jours de précipitations en janvier et 9,6 jours en juillet. Pour la période 1991-2020, la température moyenne annuelle observée sur la station météorologique de Météo-France la plus proche, « Septsarges », sur la commune de Septsarges à 12 km à vol d'oiseau, est de 10,3 °C et le cumul annuel moyen de précipitations est de 942,8 mm. 
La température maximale relevée sur cette station est de 39,9 °C, atteinte le 25 juillet 2019 ; la température minimale est de −15,7 °C, atteinte le 1er janvier 1997,,. 
Les paramètres climatiques de la commune ont été estimés pour le milieu du siècle (2041-2070) selon différents scénarios d'émission de gaz à effet de serre à partir des nouvelles projections climatiques de référence DRIAS-2020. Ils sont consultables sur un site dédié publié par Météo-France en novembre 2022.

## Urbanisme

### Typologie
Au 1er janvier 2024, Regnéville-sur-Meuse est catégorisée commune rurale à habitat très dispersé, selon la nouvelle grille communale de densité à sept niveaux définie par l'Insee en 2022.
Elle est située hors unité urbaine. Par ailleurs la commune fait partie de l'aire d'attraction de Verdun, dont elle est une commune de la couronne,. Cette aire, qui regroupe 103 communes, est catégorisée dans les aires de moins de 50 000 habitants,.

### Occupation des sols
L'occupation des sols de la commune, telle qu'elle ressort de la base de données européenne d’occupation biophysique des sols Corine Land Cover (CLC), est marquée par l'importance des territoires agricoles (87,2 % en 2018), une proportion identique à celle de 1990 (87,2 %). La répartition détaillée en 2018 est la suivante : 
terres arables (50,1 %), prairies (37,2 %), milieux à végétation arbustive et/ou herbacée (8,7 %), forêts (4,1 %). L'évolution de l’occupation des sols de la commune et de ses infrastructures peut être observée sur les différentes représentations cartographiques du territoire : la carte de Cassini (XVIIIe siècle), la carte d'état-major (1820-1866) et les cartes ou photos aériennes de l'IGN pour la période actuelle (1950 à aujourd'hui).

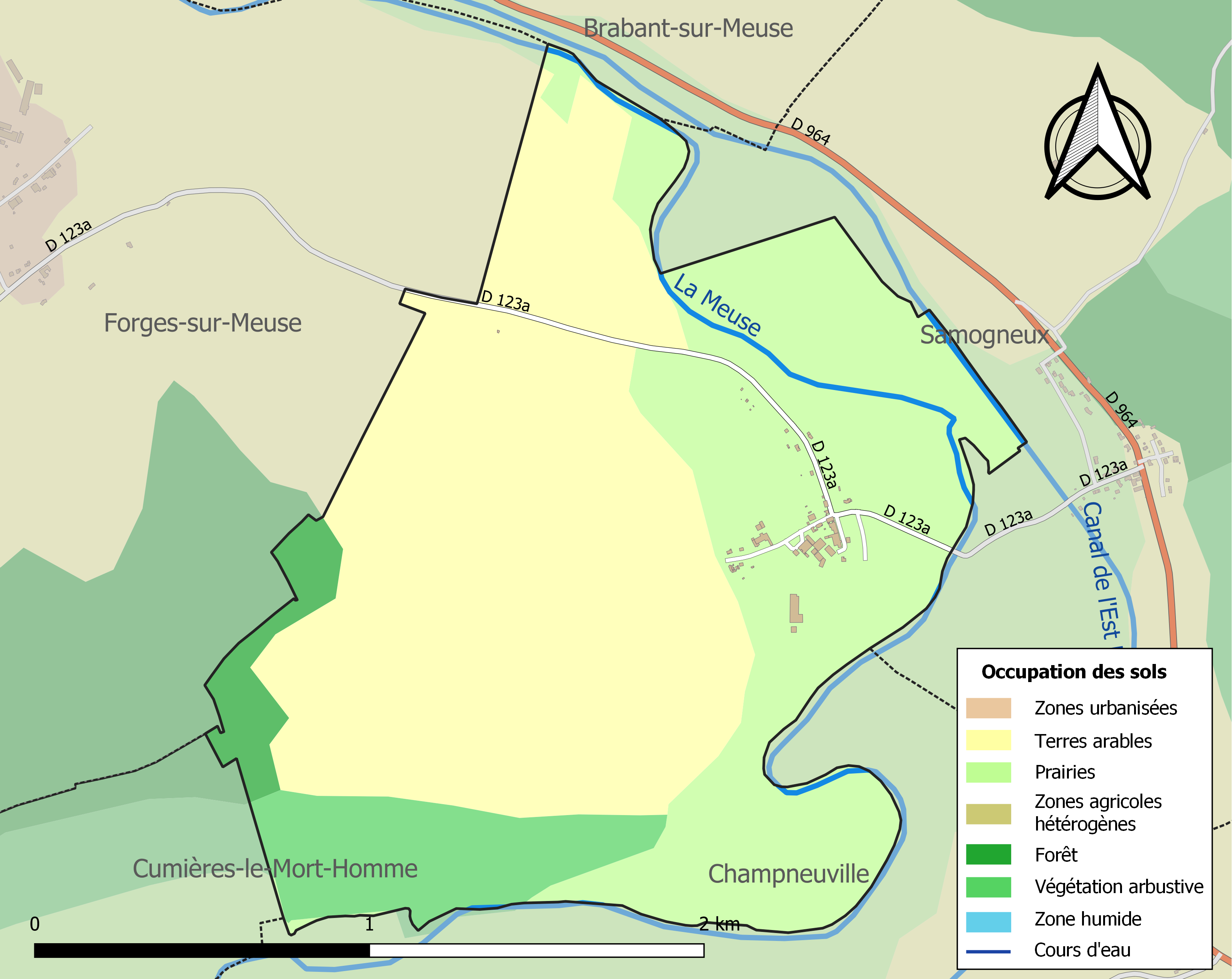
Carte des infrastructures et de l'occupation des sols de la commune en 2018 (CLC).

## Toponymie
Ronei villa, XIIe siècle ; Rigneiville, 1200.

D'un nom d'homme germanique Run- + suffixe gaulois -iacum, auquel s'est adjoint à l'époque médiévale l'appellatif vile « domaine rural, village » (> vilain « paysan médiéval », français moderne ville).
La précision « sur-Meuse » est accolée au nom du village de Regnéville depuis le 24 février 1922. Une nécessité pour éviter des confusions avec Regnéville-sur-Mer (Normandie) et aussi Regniéville-en-Haye aujourd’hui intégré à la commune de Thiaucourt-Regniéville (54).

La Meuse ; en néerlandais et en allemand, Maas ; en wallon, Moûse ; en latin Mosa, est un fleuve européen qui prend sa source en France et se jette dans la mer du Nord, traversant la France, la Belgique et les Pays-Bas.
Remarque : les ressemblances avec Regnéville-sur-Mer (Manche, Reniervilla vers 1280); Regnévelle et Regniéville sont fortuites, tout comme la ressemblance avec Reigneville-Bocage (Manche, Runeville jusqu'au XVe siècle).

## Histoire
Le village a été affranchi en 1321 par Henri d'Apremont, évêque de Verdun et Gobert, sire d’Apremont.
Les seigneurs de Regnéville percevaient des droits de passage au Gué-sous-Regnéville. En 1850, on voyait encore au bord du fleuve Meuse la base d’une tour qui avait servi d’abord à la défense du passage et ensuite de logement au péager.
Avant 1790, le village dépendait, pour le spirituel, du diocèse de Verdun, archidiaconé de la Princerie, doyenné de Forges, et, pour le temporel, du Verdunois, terre d’évêché, bailliage de Verdun, prévôté de Charny.
La commune a été entièrement détruite au cours de la Première Guerre mondiale. Elle a été partiellement reconstruite à partir de 1920.

## Politique et administration
| Période                                  | Période                   | Identité                                       | Étiquette | Qualité      |
| ---------------------------------------- | ------------------------- | ---------------------------------------------- | --------- | ------------ |
| Les données manquantes sont à compléter. |                           |                                                |           |              |
| mars 1989                                | En cours (au 23 mai 2020) | André Trouslard Réélu pour le mandat 2020-2026 |           | Ancien cadre |

## Population et société

### Démographie
L'évolution du nombre d'habitants est connue à travers les recensements de la population effectués dans la commune depuis 1793. Pour les communes de moins de 10 000 habitants, une enquête de recensement portant sur toute la population est réalisée tous les cinq ans, les populations de référence des années intermédiaires étant quant à elles estimées par interpolation ou extrapolation. Pour la commune, le premier recensement exhaustif entrant dans le cadre du nouveau dispositif a été réalisé en 2007.

En 2022, la commune comptait 50 habitants, en stagnation par rapport à 2016 (Meuse : −4,4 %, France hors Mayotte : +2,11 %).
| 1793 | 1800 | 1806 | 1821 | 1831 | 1836 | 1841 | 1846 | 1851 |
| ---- | ---- | ---- | ---- | ---- | ---- | ---- | ---- | ---- |
| 114  | 140  | 135  | 144  | 146  | 147  | 147  | 126  | 145  |

| 1856 | 1861 | 1866 | 1872 | 1876 | 1881 | 1886 | 1891 | 1896 |
| ---- | ---- | ---- | ---- | ---- | ---- | ---- | ---- | ---- |
| 113  | 105  | 107  | 112  | 91   | 86   | 87   | 82   | 86   |

| 1901 | 1906 | 1911 | 1921 | 1926 | 1931 | 1936 | 1946 | 1954 |
| ---- | ---- | ---- | ---- | ---- | ---- | ---- | ---- | ---- |
| 82   | 86   | 90   | 36   | 36   | 39   | 56   | 58   | 48   |

| 1962 | 1968 | 1975 | 1982 | 1990 | 1999 | 2006 | 2007 | 2012 |
| ---- | ---- | ---- | ---- | ---- | ---- | ---- | ---- | ---- |
| 34   | 34   | 40   | 32   | 34   | 36   | 39   | 39   | 47   |

| 2017 | 2022 | - | - | - | - | - | - | - |
| ---- | ---- | - | - | - | - | - | - | - |
| 51   | 50   | - | - | - | - | - | - | - |

## Culture locale et patrimoine

### Lieux et monuments
- L'église Saint-Martin, reconstruite après 1918.
- La place du Capitaine Aynard

Une place du village a été nommée du nom de cet officier de la Grande Guerre par délibération municipale du 12 juillet 1990, afin qu'en demeure le souvenir. Elle a été aménagée et agrémentée d'une fontaine au cours des années 1994 et 1995 pour que l'on se souvienne de la difficile mise en place de la distribution publique d'eau potable.
- Le pont sur la Meuse

Jadis, le franchissement du fleuve se faisait aux gués, c'est-à-dire aux endroits où l'eau était suffisamment basse pour pouvoir passer à pied sec.
L'installation d'un bac ou ponton, manœuvré par un passeur à l'aide d'une longue et solide barre de bois, fut un progrès considérable car la traversée pouvait avoir lieu à n'importe quelle saison. Chariots, animaux, fourrages, personnes puis automobiles l'empruntaient après avoir réglé la redevance correspondante. Le chemin menant au bac fut tout naturellement appelé rue du Bac.
Grâce à l'aide de Miss Horace Gray, riche Américaine de Boston, qui dirigea un hôpital de blessés en France, pendant la Grande Guerre, séduite par un roman rédigé et édité par Henri Frémont, journaliste à Verdun, intitulé Le Père Barnabé, un pont en béton armé fut construit, à partir de 1930 par l'entreprise Rombert de Sedan, pour faciliter la liaison entre les deux rives du fleuve. Il présentait deux voûtes en béton armé reposant sur une pile centrale et supportant une chaussée de 4 mètres de largeur avec une plinthe formant trottoir de 50 centimètres. Il permettait aux habitants des villages de la rive droite de se rendre à la gare de Regnéville-sur-Meuse située sur la ligne de chemin de fer Stenay-Verdun et aux agriculteurs de la rive gauche d'accéder facilement à leurs propriétés situées sur la rive opposée. D'autre part, il donnait la possibilité aux touristes de relier directement le bois des Caures au Mort-Homme et autres haut-lieux des combats de la rive gauche. Il devait remplacer une passerelle en bois installée lors de l'offensive franco-américaine Meuse-Argonne à la fin de la Grande Guerre et le bac ancestral qu'il fallait attendre, manœuvrer et payer.
Pour tenter de retarder l'avance allemande, le 12 juin 1940, l'armée française en repli fit sauter l'ouvrage qui avait été inauguré en octobre 1935.
Une simple barque que l'on manœuvrait soi-même remplaça alors ce pont et permit la traversée des personnes de 1940 à 1960.
Il faudra attendre 1960 pour qu’un pont semi-définitif d'occasion, de type Pigeaud, à voie unique, soit mis en service par l'État. L'ouvrage est une partie du pont Legay de Verdun. Il n'a jamais été réceptionné par les maires de l'époque. Les élus locaux, tant de Samogneux que de Regnéville-sur-Meuse, n'ont jamais accepté cet ouvrage de réemploi. Épaulés par les conseillers généraux et régionaux, les députés et les sénateurs, ils ont été enfin compris et entendus par les services de l’État qui ont proposé un plan de financement acceptable. Ledit pont devrait être remplacé en 2009. Après mise en concurrence, le marché a été signé avec l’entreprise Berthold de Dieue-sur-Meuse.

### Personnalités liées à la commune
- Charles Souhaut, prêtre érudit (1828-1900).

Il est né le 30 septembre 1828 à Regnéville de parents cultivateurs. Après des études au séminaire de Verdun, il est ordonné prêtre le 10 avril 1852. Il est professeur de Belles Lettres au petit séminaire de Verdun, avant d'être curé des Islettes, de l'église Saint-Étienne de Saint-Mihiel et curé-doyen de Ligny-en-Barrois. Il est l'auteur d'une notice sur le sépulcre de Saint-Mihiel, d'une étude sur les Ligier et leurs œuvres, d'un écrit sur Notre-Dame-des-Vertus de Ligny-en-Barrois et de quatre tomes sur l'hostie sainte.
- Jean Gueusquin, né à Regnéville en 1782, époux de Marie Madeleine Dulphy.

Un de ses fils, Joseph Gueusquin, né à Forges-sur-Meuse en 1819, part tenter sa chance à Paris comme marchand de vins. Vers 1840, il découvre le Val d’Aulnay en venant, le dimanche, traîner ses guêtres au bal de Sceaux, très fréquenté à l’époque. Sur le territoire de la commune du Plessis-Piquet, devenue aujourd'hui Le Plessis-Robinson dans les Hauts-de-Seine, il est émerveillé par les énormes châtaigniers à la taille tout à fait remarquable. Il imagine alors d’installer dans le plus grand d’entre eux des plates-formes et des cabanes reliées par un escalier. Il ouvre, en 1848, le premier bal-restaurant dans cet espace boisé un peu à l'écart du bourg. Parce qu’il est grand amateur de récits d'aventures et que la vie de Robinson Crusoé sur son île déserte le passionne, il nomme son établissement Au Grand Robinson. C'est le succès : le Tout-Paris y défile. D'autres cabarets, une trentaine, s'installent. L'endroit devient vite un véritable hameau appelé Robinson. La tradition des guinguettes au Plessis-Piquet est lancée. On y déguste de la friture de poissons, de la matelote d'anguilles et plus tard des moules-frites. On y danse la polka, la valse et le quadrille puis le musette au son de l’accordéon. On y profite des balançoires et des loisirs liés à l'eau comme la pêche ou le canotage. La ville du Plessis-Robinson lui doit son nom.
- Nicolas Lhoste, né à Regnéville le 20 septembre 1778, chef de bataillon, chevalier de la légion d'honneur.

### Héraldique
| Blason de Regnéville-sur-Meuse | Blason  | Tranché : au 1er d'azur à la tour d'or, ouverte et ajourée du champ, adextrée d'une larme d'argent, au 2e d'or à trois pointes flamboyantes de gueules mouvant d'une plaine du même ; le tout sommé d'un chef de gueules à la croix d'argent. |
| Blason de Regnéville-sur-Meuse | Détails | Le statut officiel du blason reste à déterminer. |